# 古斯塔夫·哈格林
古斯塔夫·哈格林（瑞典語：Gustaf Hagelin，1897年10月5日—1983年12月13日），瑞典前男子马术运动员。他曾代表瑞典参加1924年夏季奥林匹克运动会马术比赛，获得团体三日赛银牌。